# Dyavapatna, Malavalli
Dyavapatna là một làng thuộc tehsil Malavalli, huyện Mandya, bang Karnataka, Ấn Độ.